# Laon (demon)
Laon (som betyder "den uråldrige"), även känd som Kanlaon eller demonen Lalahon, är en mäktig ande från Mount Kanlaon på ön Negros. Han eller hon betraktas ibland som en eld- och skördegud, men i andra berättelser är han en destruktiv demon. Han kan ge rikliga skördar eller orsaka förödelse, såsom gräshoppsinvasioner eller vulkanutbrott. I legender beskrivs Laon ibland som manlig och ibland som kvinnlig.
Den är en kraftfull ande från Mount Kanlaon på Negrosön. Ibland ses han som en gud av eld och skörd, och andra gånger som en destruktiv demon. Laon kan ge goda skördar eller straffa människor med katastrofer som gräshoppor eller vulkanutbrott. I vissa berättelser framträder Laon som en man, i andra som en kvinna.

## Olika tolkningar av Laon / Lalahon

### Lalahon: Eldens och skördens gudinna från Negros
I tidiga spanska koloniala källor beskrivs Lalahon som en kvinnlig gudom förknippad med både eld och jordbruk. Enligt Miguel de Loarca i hans Relación de las Yslas Filipinas (1582), troddes hon bo i en vulkan på ön Negros (då kallad Buglas). Hon åkallades för rikliga skördar, men om hon blev vred, straffade hon folket genom att sända svärmar av gräshoppor som förstörde grödorna:
“El dios Lalahon dicen que reside en un volcán que está en la isla de Negros que hecha fuego… A este Lalahon invocan para sus sementeras y cuando no quieren dárselas buenas, échales la langosta…”

 — Loarca, 1582
Historikern William Henry Scott stödjer denna framställning och beskriver henne som:
"Lalahon var den eldsprutande gudinnan från berget Canlaon som kunde åkallas för goda skördar men som sände ut gräshoppssvärmar om hon blev vred."

 — William Henry Scott, Barangay: Sixteenth-Century Philippine Culture and Society

### Laon: Den högsta guden i Visayas
I en senare skildring identifierade fader Pedro Chirino (1604) Laon som den främsta guden i Visayas, och liknade honom vid Bathala Maykapal, den högsta guden bland tagalogerna. Han noterade att termen "Laon" betecknade ålder, vilket antyder en uråldrig och upphöjd status i visayansk kosmologi:
“Laon denotes antiquity and was the name of the chief and superior god of the Visayas.”

 — Chirino, 1604
Enligt Mythological Dictionary of the Philippines vördades Laon i hela Visayas, särskilt på ön Negros, där han troddes bo i Malaspina-vulkanen, som nu är känd som berget Kanlaon.

### Kanlaon: Vulkan och gudom
Namnet Kanlaon syftar både på den aktiva vulkanen på ön Negros och på den gudom som tros bo i den. I många berättelser är Kanlaon en könsfluid ande som ibland framträder som Laon, en manlig eldsgud, och ibland som Lalahon, en kvinnlig ande för jordbruk och förstörelse. Denna dualitet speglar den animistiska världsbild där gudar kan manifestera sig som manliga, kvinnliga eller till och med som andar eller demoner.

I samtida folklore beskriver vissa lokalbor på Negros fortfarande Lallaon som en demonisk varelse som bebor vulkanen och orsakar förstörelse om hon inte blidkas:
"Lalahon, eller Laon eller Lauon… var en kvinna som bodde i vulkanen Alalaspina (Isla de Negros)... Idag säger bönderna i Visayas de Negros att demonen Lallaon bor i Malaspina-vulkanen."

 — Ferdinand Blumentritt

### Laon i bicolansk mytologi: Eldens och förstörelsens gud
Utanför Visayas, särskilt i bicolansk mytologi, tolkas Laon annorlunda som en manlig gud förknippad med eld och förstörelse. I dessa traditioner utövar Laon vulkanisk kraft för att straffa eller rena, och han förknippas ofta med vulkanutbrott och andra naturkatastrofer:
"Laon eller Kanlaon vördas som en gud av eld och förstörelse."

 — Bicolano oral tradition